# Aquilegia iulia
Aquilegia iulia är en ranunkelväxtart som beskrevs av E.Nardi. Aquilegia iulia ingår i släktet aklejor, och familjen ranunkelväxter. Inga underarter finns listade i Catalogue of Life.